# 愛知県立津島北翔高等学校
愛知県立津島北翔高等学校（あいちけんりつ つしまほくしょうこうとうがっこう）は、愛知県津島市又吉町4丁目1番地にある公立高等学校。

## 沿革
- 2021年（令和3年）12月22日 - 「県立高等学校再編将来構想」において愛知県立津島北高等学校と愛知県立海翔高等学校の統合が発表される[1]。
- 2025年（令和7年） - 津島北高等学校の敷地に愛知県立津島北翔高等学校が開校する[1]。

## 設置学科
- 普通科
- 商業科
- 福祉科